# Бурти (заповідне урочище)
Заповідне уро́чище «Бу́рти» — об'єкт природно-заповідного фонду місцевого значення. Розташовано в Звенигородському (колишньому Лисянському) районі Черкаської області, неподалік від села Чаплинки.

## Адміністративна інформація
Площа 1,9 га.
Заповідне урочище створене рішенням Черкаської обласної ради від 23.12.1998 р. № 5-3.
Установа, у віданні якої перебуває об'єкт, — Чаплинська сільська рада.

## Галерея

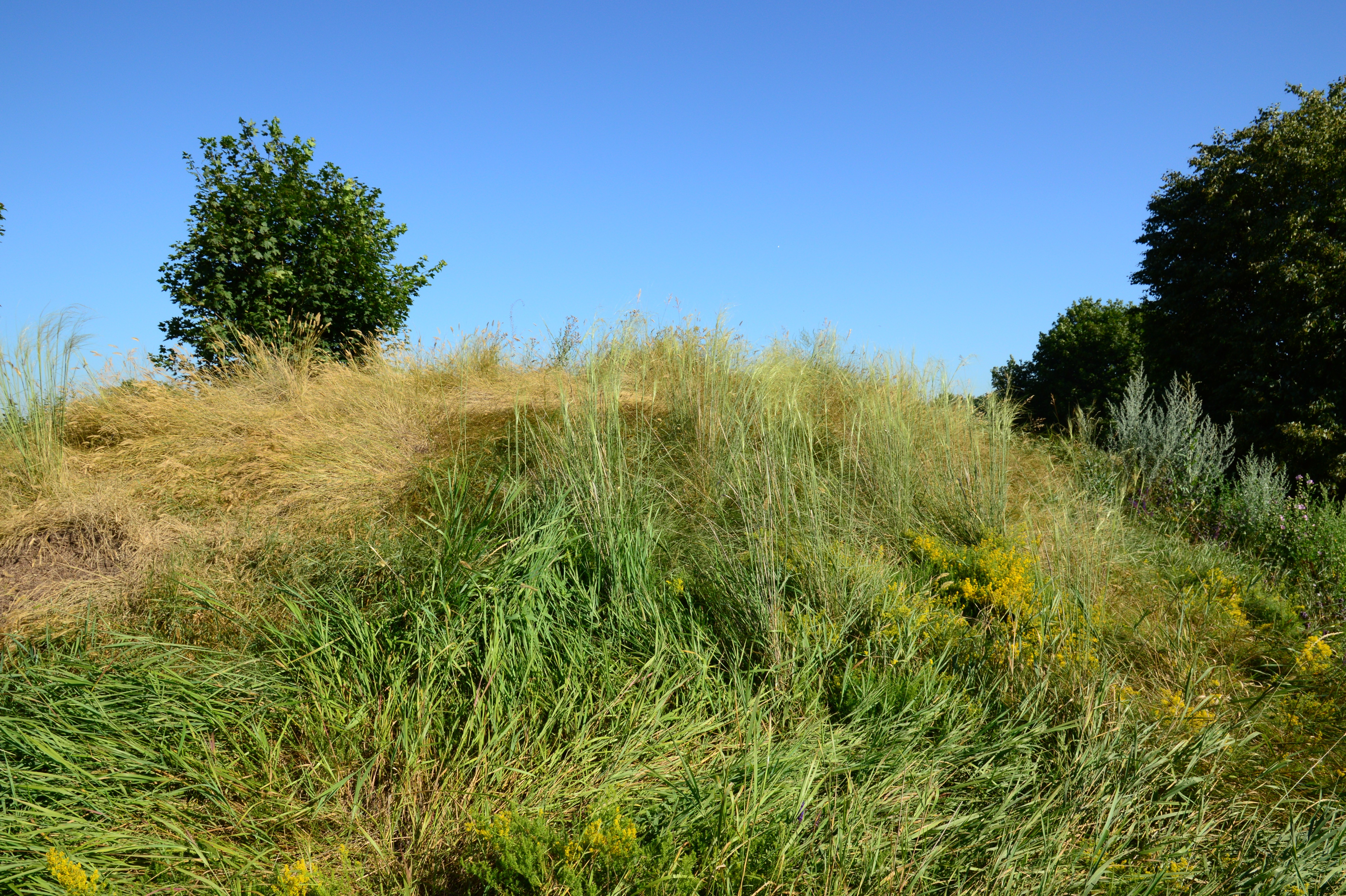
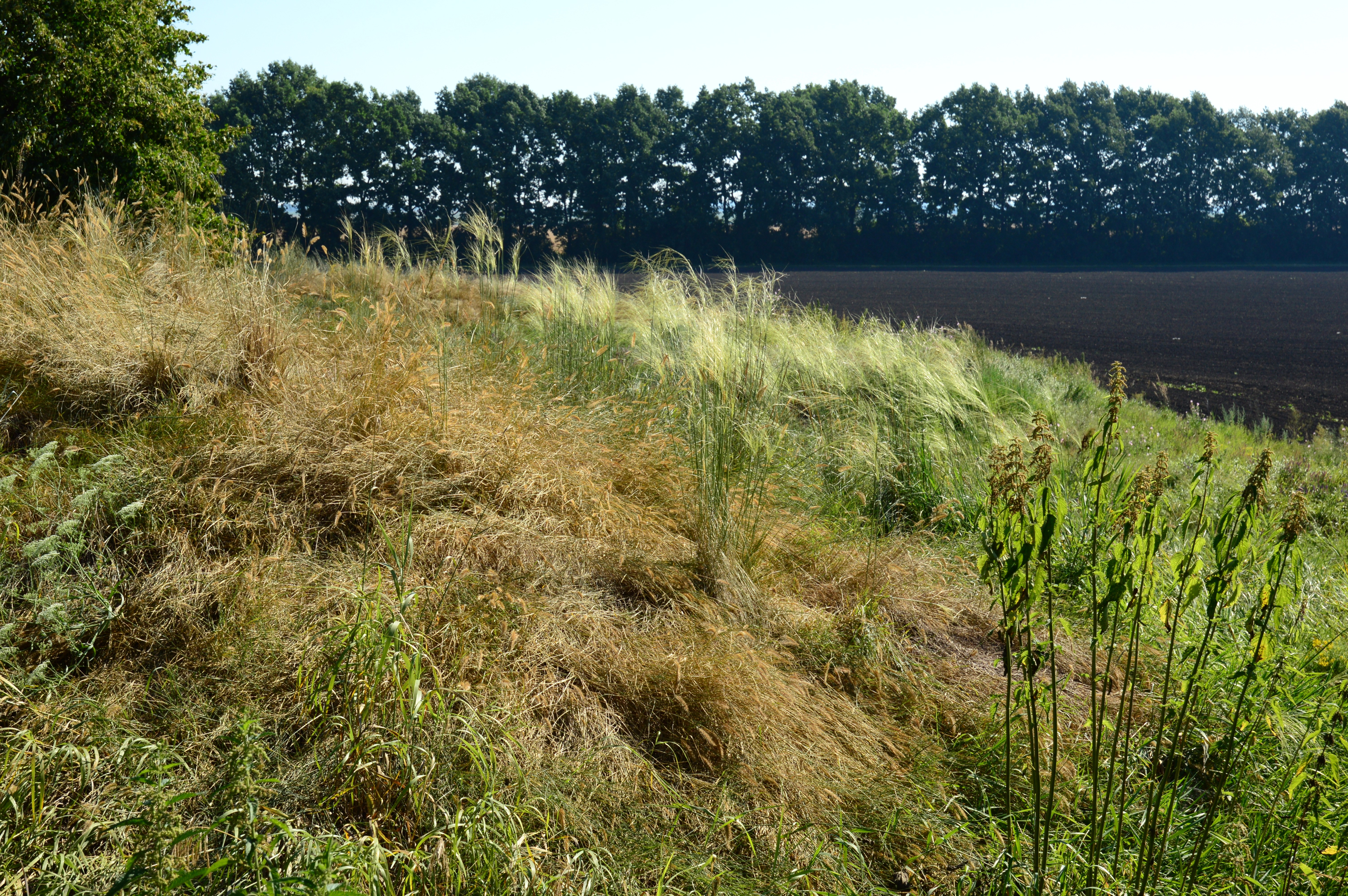
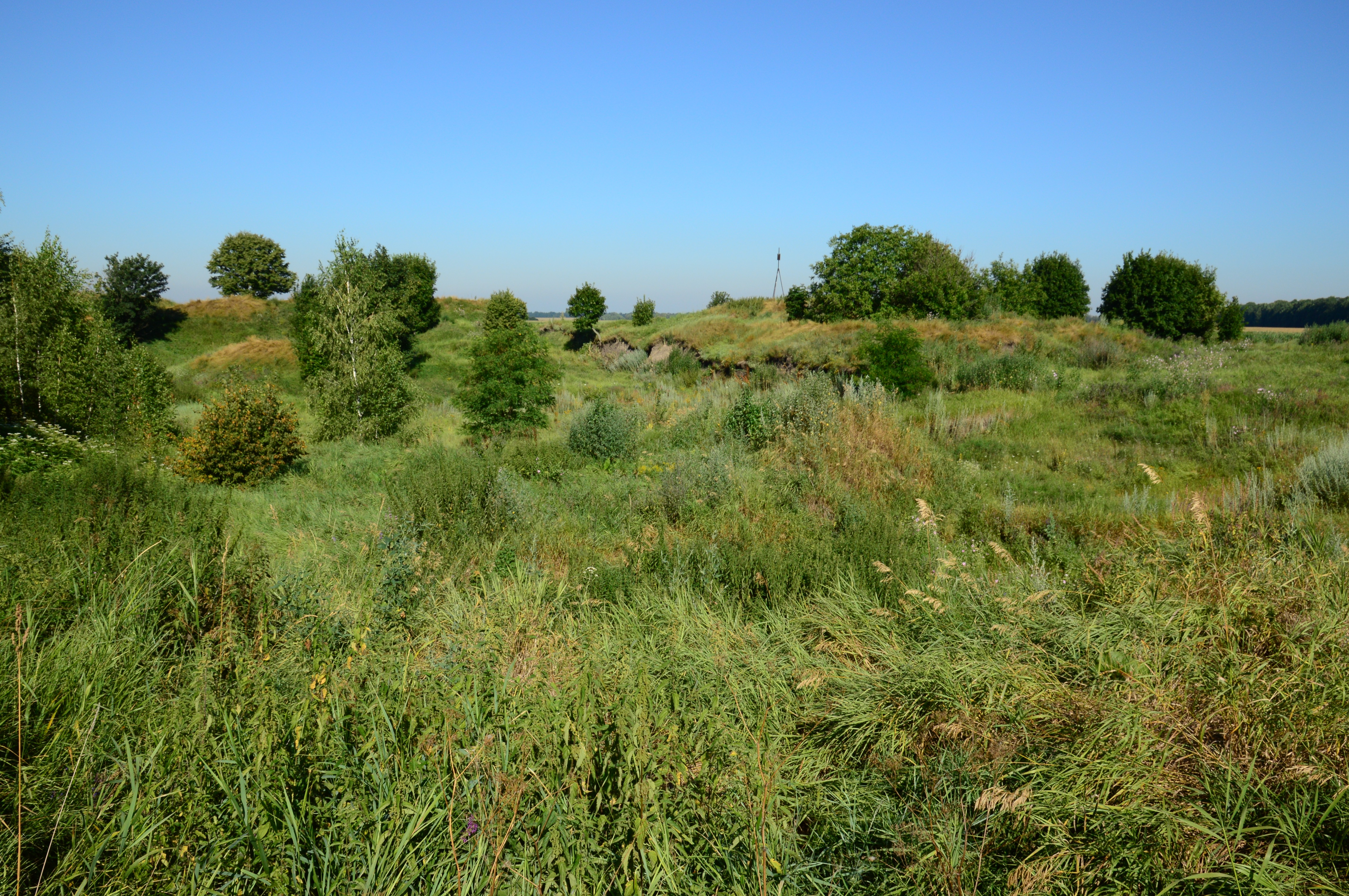
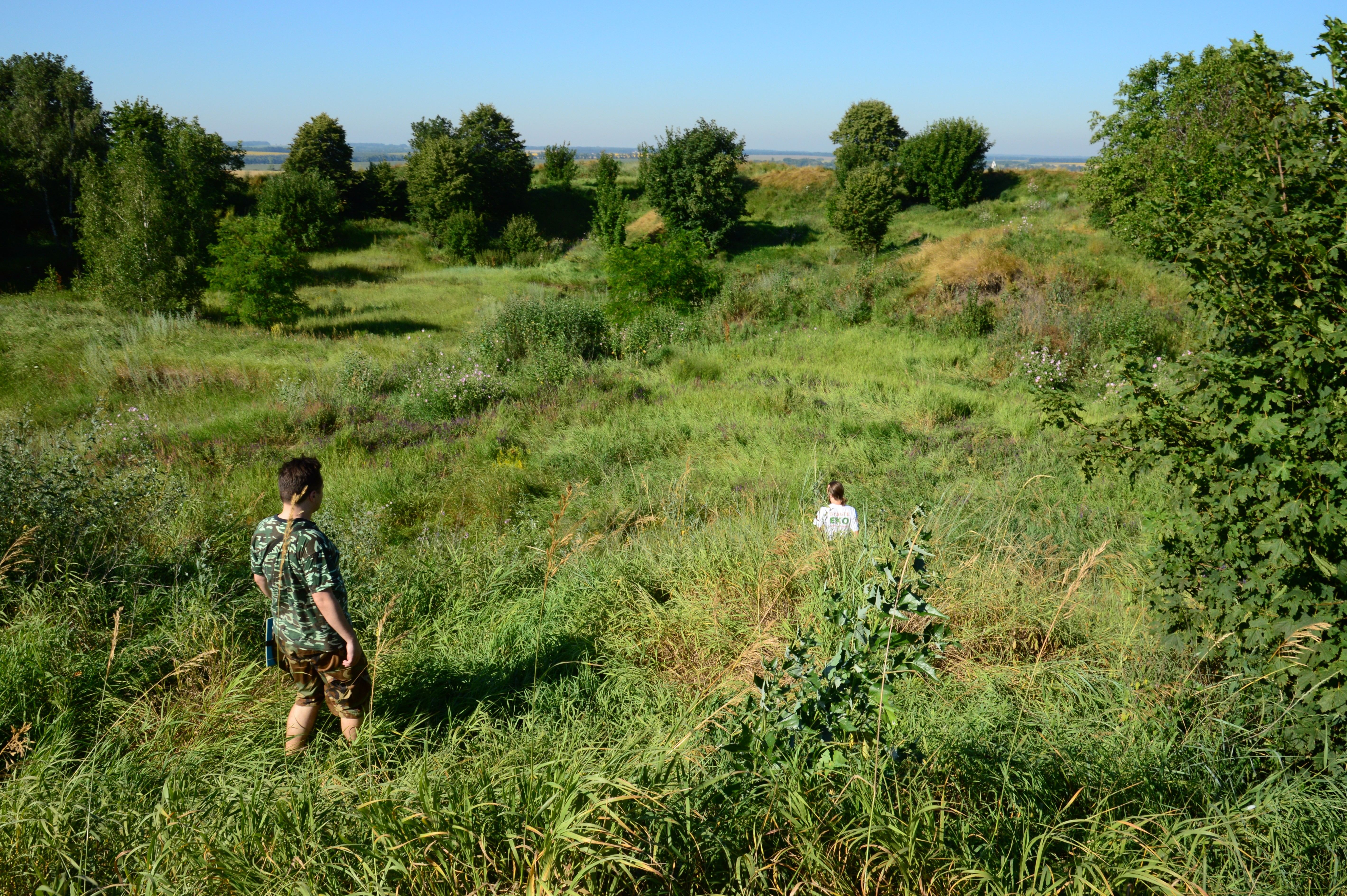
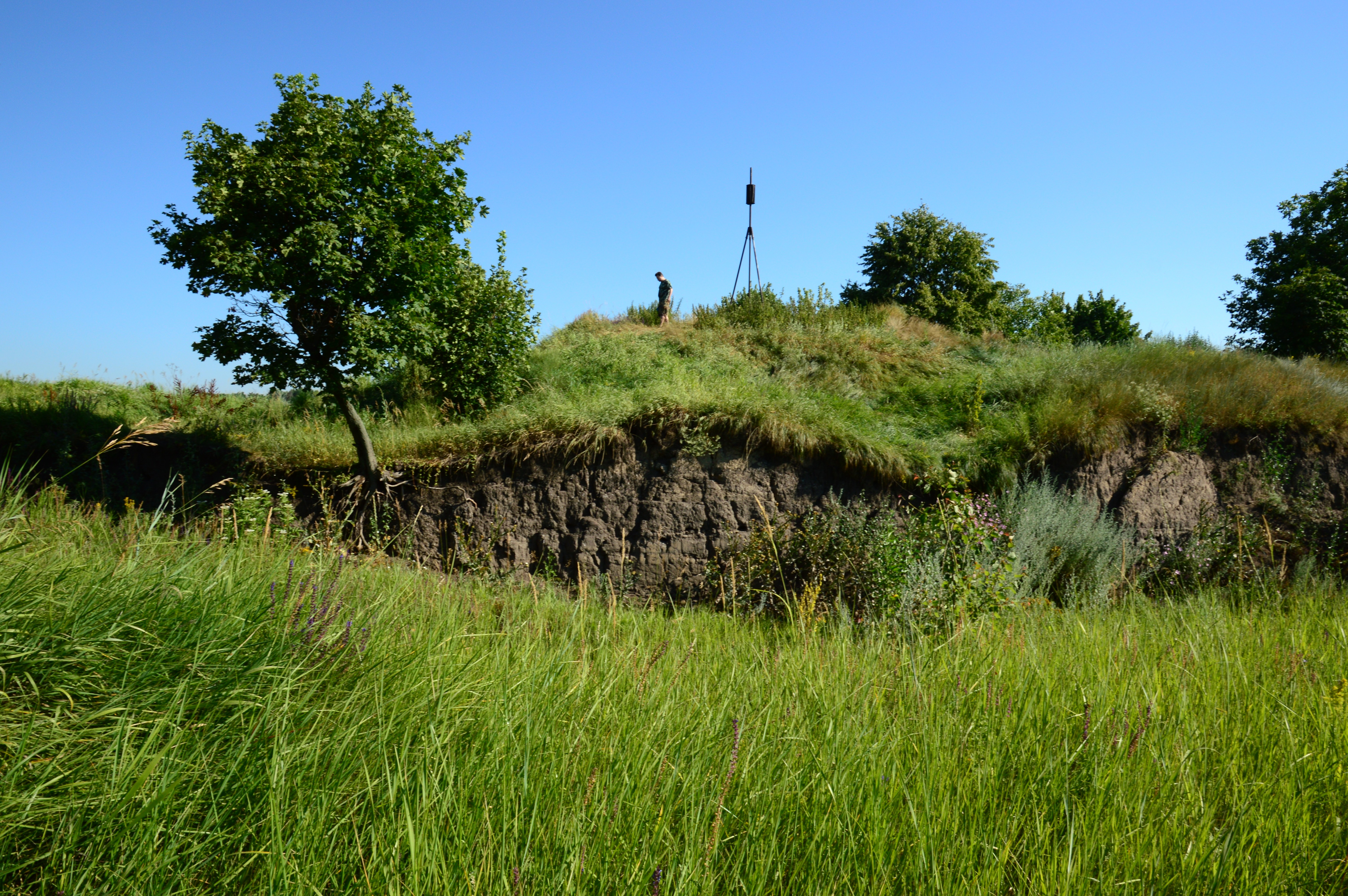
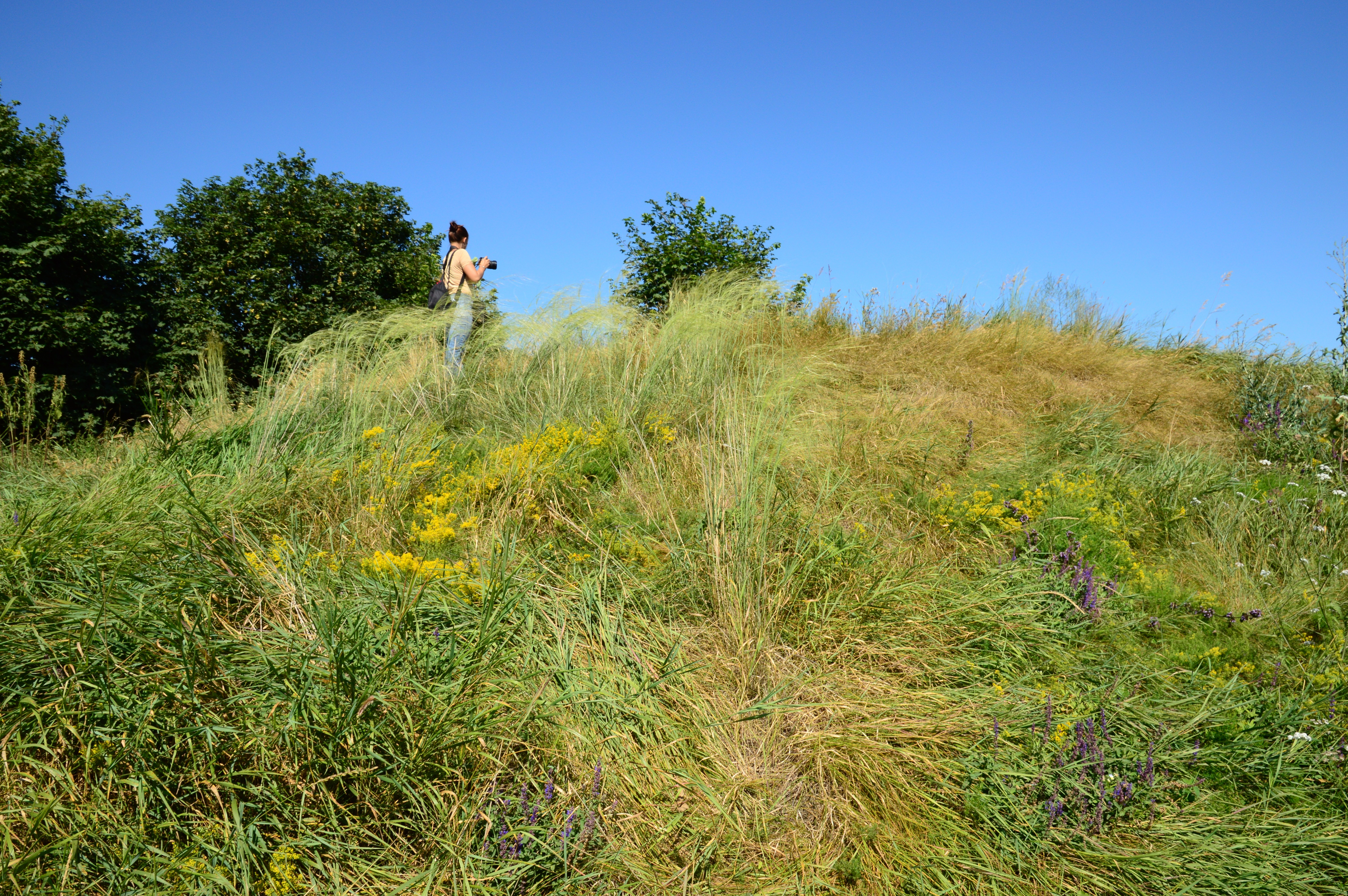
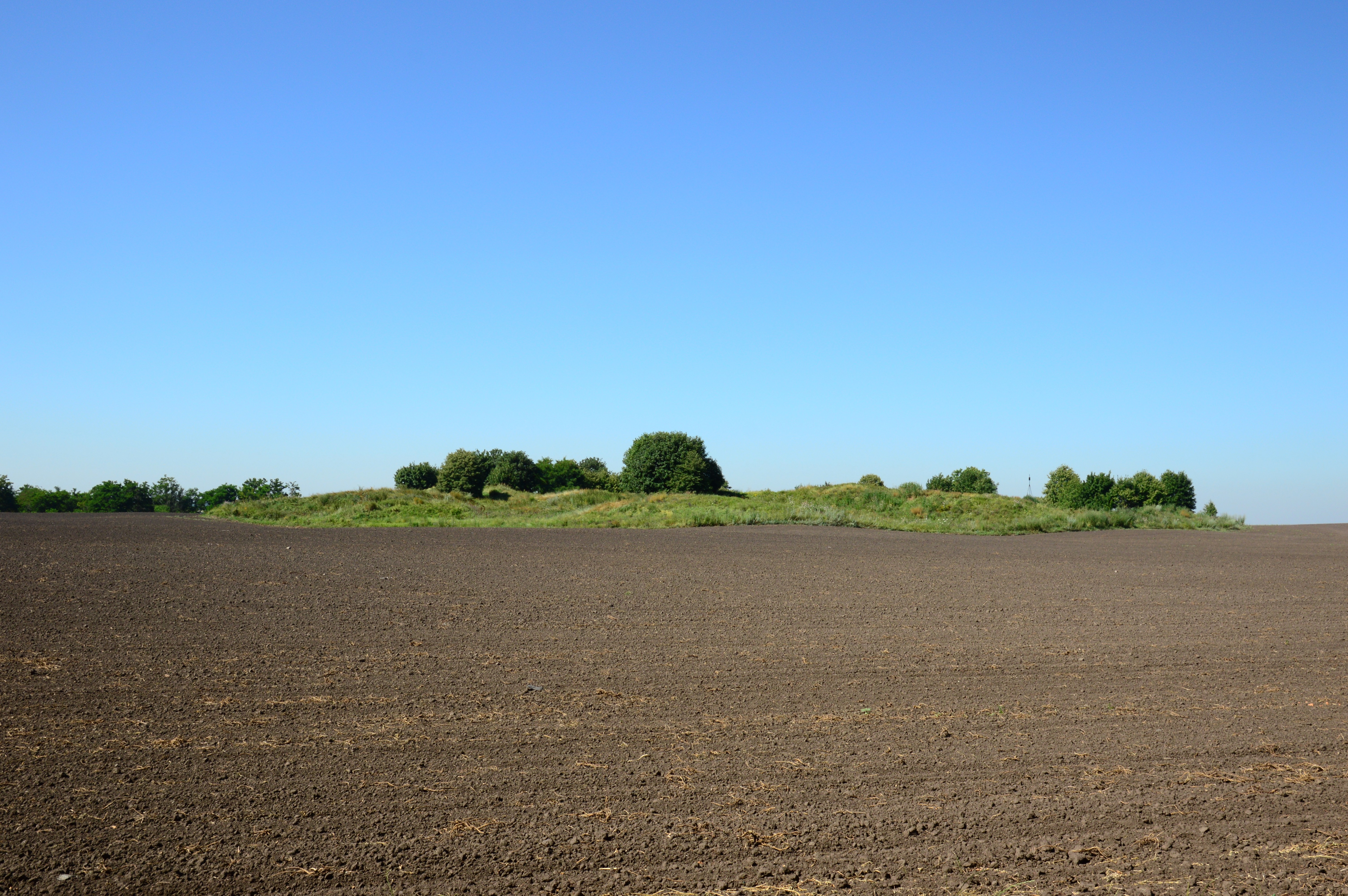
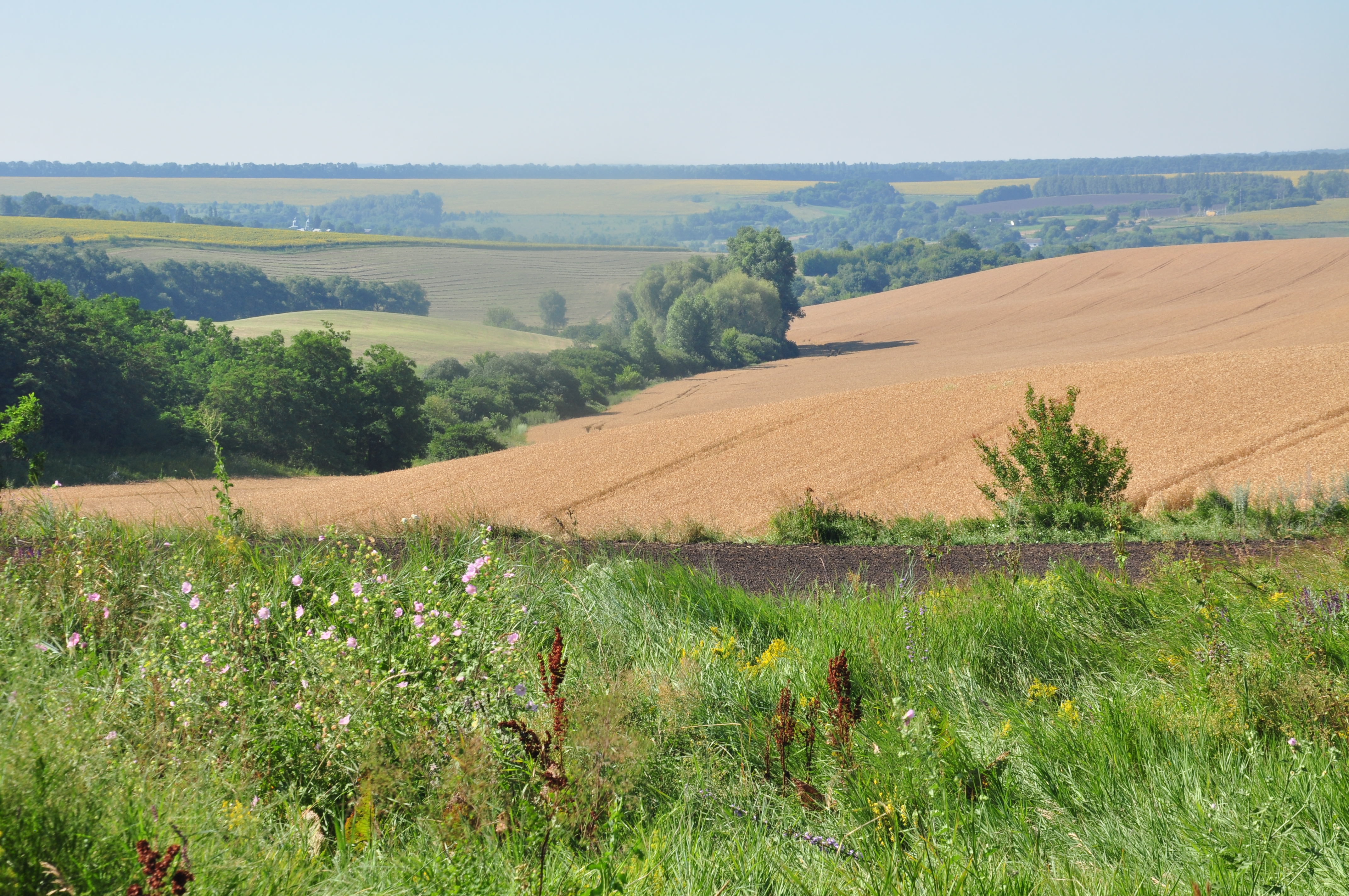
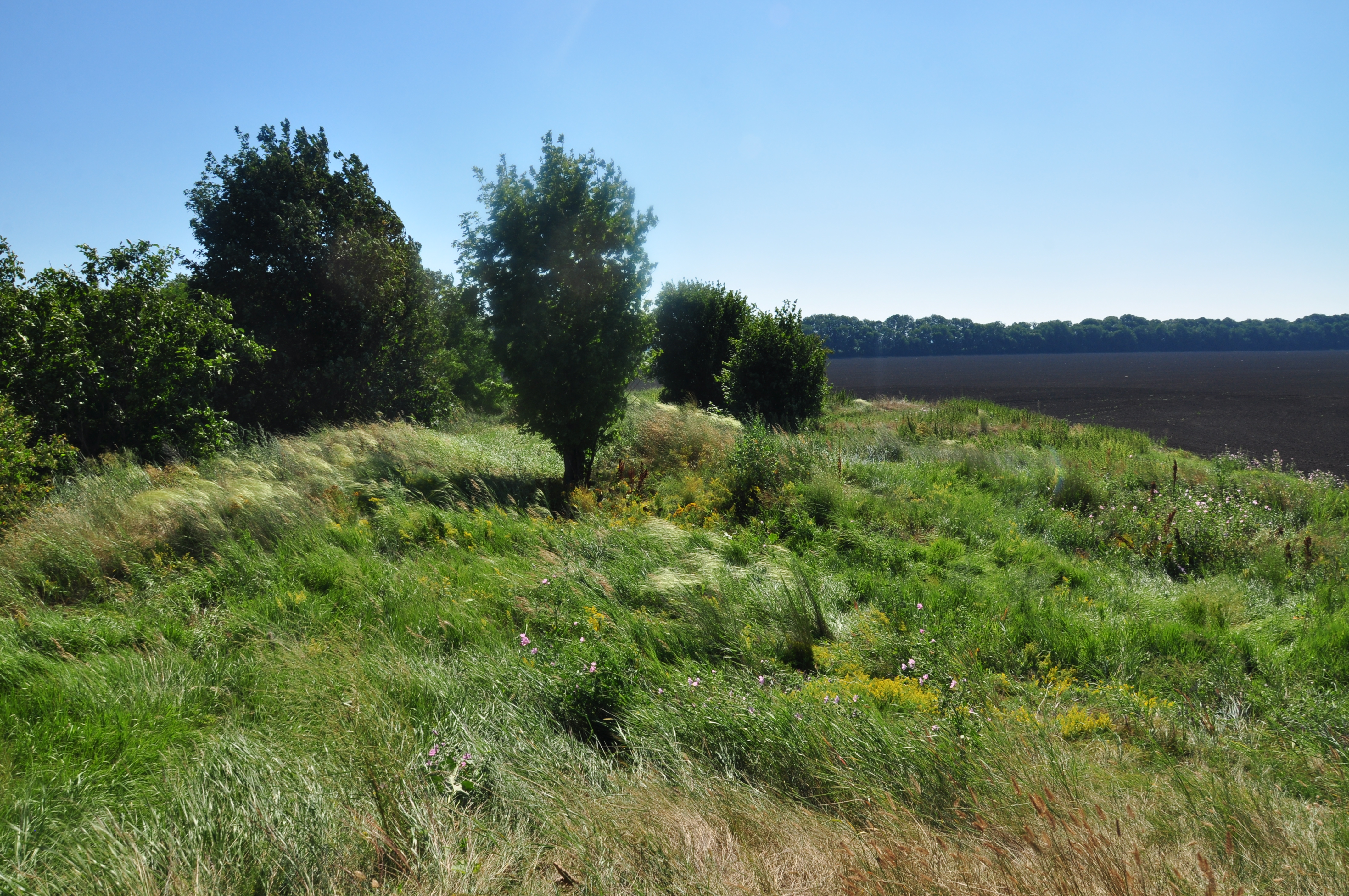

## Об'єкт охорони
Охороняються лучно-степові фітоценози на залишках земляних валів сартматського городища. За іншими даними, «Бурти» — фортеця часів козаччини, або залишки великого скіфського кургану, переоформленого у скупчення пагорбів під час землерийних робіт у пізньому середньовіччі.
За даними Вікіекспедиції 14-15 липня 2016 року, на території заповідного урочища збереглась популяція степової рослини, занесеної до Червоної книги України — ковили волосистої.